# Île du Grand Rigolet Ouest
Île du Grand Rigolet Ouest är en ö i Kanada.   Den ligger i provinsen Québec, i den östra delen av landet, 1 400 km öster om huvudstaden Ottawa. Arean är 1,1 kvadratkilometer.
Terrängen på Île du Grand Rigolet Ouest är mycket platt. Öns högsta punkt är 27 meter över havet. Den sträcker sig 2,0 kilometer i nord-sydlig riktning, och 1,4 kilometer i öst-västlig riktning.